# Mário Campos
Mário Campos är en kommun i Brasilien.   Den ligger i delstaten Minas Gerais, i den sydöstra delen av landet, 600 km sydost om huvudstaden Brasília. Antalet invånare är 13 214.
Omgivningarna runt Mário Campos är huvudsakligen savann. Runt Mário Campos är det ganska tätbefolkat, med 70 invånare per kvadratkilometer.